# 三重執鬼
三重執鬼株式会社（みえとるき）とは、三重県鈴鹿市に本社を置く日本の物流事業者である。

## 概要
自動車部品物流を主力とする三重県地場大手物流会社。『輸送経済』は、自動車メーカーからの少量多頻度納品ニーズに応えて独自システムを開発し、自動車部品で培ったノウハウを他の精密機械等に展開している点に特色がある、と評している。
令和4年度 第１回「みえのサステナブル経営アワード」の受賞企業として、令和5年2月に三重県より表彰された 。

## 社名の由来
創業者である寺田武則が、暦注の十二直から運送・引越に一番適した日の「執」と、占星術の二十八宿から最大吉運の「鬼」を社名に入れ、「三重執鬼株式会社」と名付けた。

## CO2 削減プロジェクト
本プロジェクトは、地域の学校などの廃食油を回収し、バイオディーゼル燃料を製造し、給食等の配送車両に活用する。運搬車両10台の燃料を軽油からカーボンニュートラルなバイオディーゼルにすることで、CO2排出量を削減する一方、資源の地域循環を目指す。
なお、当該プロジェクトは、株式会社百五銀行が環境経営コンサルティングの一環としてスキーム全体のアドバイザーとして参画、J-クレジット制度、ソフト支援事業者の紹介を受けて申請に至る。 

## バイオディーゼル燃料
廃食用油などを使ったバイオディーゼル燃料(BDF)の普及に力を入れている。鈴鹿を中心とした三重県地域での普及拡大に向け、同社が発起人となり「三重バイオ燃料普及地域協議会」（寺田忍会長）を設立した。農林水産省の助成事業にも選ばれ、現在、同事業に連携・参加したい希望者を募っている。

## みえのサステナブル経営アワード
「三重県中小企業・小規模企業振興条例」に基づき、令和4年度に創設された表彰制度。「環境への配慮・脱炭素」、「次世代育成の推進」、「地域社会への貢献」、「従業員満足度の向上」の取組を実践することによって、他の県内企業のモデルとなる持続可能性の高い企業を表彰する。

## マスコット・キャラクター
名前は「トルキング」。社名をもじった形で命名され、デザインは地元飯野高校応用デザイン科の生徒から募った５４件の中から厳選。

## 支店・営業所
- いなべ営業所 〒511-0283 三重県いなべ市大安町南金井1713-8
- 伊賀営業所 〒518-0022 三重県伊賀市三田洪田884-1

## 関連会社
- 株式会社ジェイ・ロジコム 〒479-0032 愛知県海部郡蟹江町今川西中147-2

## 所属団体
- 一般社団法人三重県トラック協会
- 公益社団法人鉄道貨物協会
- 一般社団法人三重県交通安全協会
- 鈴鹿商工会議所